# Amateur Athletic Union
L'Amateur Athletic Union, conosciuta con la sigla AAU, è una federazione sportiva degli Stati Uniti d'America, che organizza vari campionati di più sport.

## Storia
È stata fondata il 21 gennaio 1888 per iniziativa di James E. Sullivan e la sua caratteristica principale è il dilettantismo degli atleti che vi partecipano. È da sempre in competizione con la National Collegiate Athletic Association (NCAA) per l'organizzazione degli sport dilettantistici, soprattutto in ambito femminile. Fino agli anni trenta, l'AAU era strettamente legata all'American Olympic Committee (il comitato olimpico americano) e i suoi campionati erano valevoli per la qualificazione ai Giochi olimpici. Successivamente, la NCAA ha ottenuto la supremazia nella maggior parte degli sport.
Dal 1930 l'AAU assegna annualmente il premio James E. Sullivan al miglior sportivo dilettante statunitense, mentre negli anni settanta è stata al centro di varie controversie a causa delle condizioni in cui dovevano gareggiare alcuni atleti dilettanti, tra cui Steve Prefontaine e Wes Santee.